# سیتروئن ئی مهاری

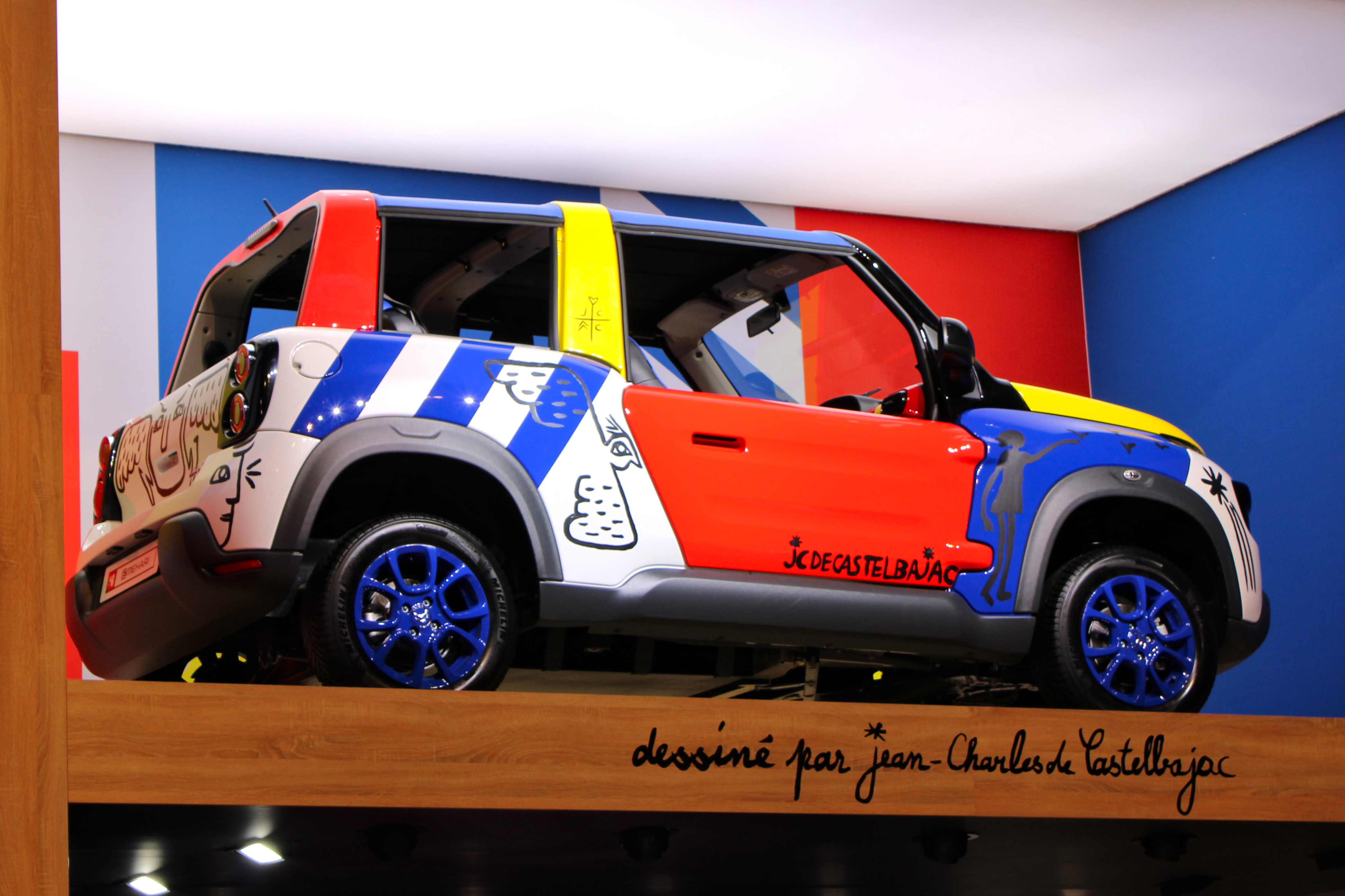

سیتروئن ئی-مهاری مدلی تولید محدود ساخت سیتروئن است که در سال ۲۰۱۶ تولید شد. تقریباً ۱۰۰۰ دستگاه از این اتومبیل با همکاری اتومبیل سازی الکتریکی فرانسوی بالوره تولید شد. فروش این خودرو در فرانسه در بهار ۲۰۱۶ با قیمت گذاری €۲۵٬۰۰۰
آغاز شد. حداکثر سرعت خودرو به ۱۱۰ کیلومتر بر ساعت می‌رسد. این خودرو به نوعی طراحی رترو سیتروئن مهاری است.